# ヴャチェスラフ・モロトフ
ヴャチェスラフ・ミハイロヴィチ・モロトフ（ロシア語: Вячесла́в Миха́йлович Мо́лотов、ラテン文字表記の例：Vyacheslav Mikhailovich Molotov、1890年3月9日（ユリウス暦では2月25日） - 1986年11月8日）は、ソビエト連邦の政治家、革命家。人民委員会議議長（首相）、外務人民委員、外務大臣（外相）を歴任した。第二次世界大戦前後の時代を通じてヨシフ・スターリンの片腕としてソビエト連邦の外交を主導した。

## 概要
「モロトフ」という名前はмолот（モロト、ロシア語で「ハンマー」という意味）に由来するペンネームであり、本名はヴャチェスラフ・ミハイロヴィチ・スクリャービン（Вячеслав Михайлович Скря́бин）。ただし作曲家のアレクサンドル・スクリャービンと直接の血縁関係は無い。
1930年代以降スターリンに対して革命時代の愛称である「コーバ」を使うことの許された唯一の人物であり、スターリンも彼のことを「モロトシヴィリ」「モロトシュテイン」といったあだ名で呼んだ。
妻はユダヤ人の仕立屋の娘であり、ウクライナ共産党の書記や交通人民委員を務めたポリーナ・ジェムチュジナ。孫にKGB議長の補佐官を務めた政治評論家ヴャチェスラフ・ニコノフがいる。

## 生涯

### 生い立ち
1890年3月9日にロシア帝国のヴャトカ県ヤランスク市クカルカ村（現在のキーロフ州ソヴィェツク）で誕生した。父のミハイルは領地管理人、母のアンナは裕福な商家の出という裕福な家庭に育った。1906年にロシア社会民主労働党に入党し、ボリシェヴィキのメンバーとなった。1909年にカザン工業学校在学中に逮捕され、ヴォログダに流刑となる。1911年に刑期を終えてペテルブルク高等専門学校に入学した後、再びイルクーツク県に流刑された。1912年に創刊された党機関紙『プラウダ』には編集書記として参加し、この頃から「モロトフ」の名を使い始める。このほか「ジャージャ」（伯父）や「ミハイロフ」というペンネームも用いた。

### ロシア革命

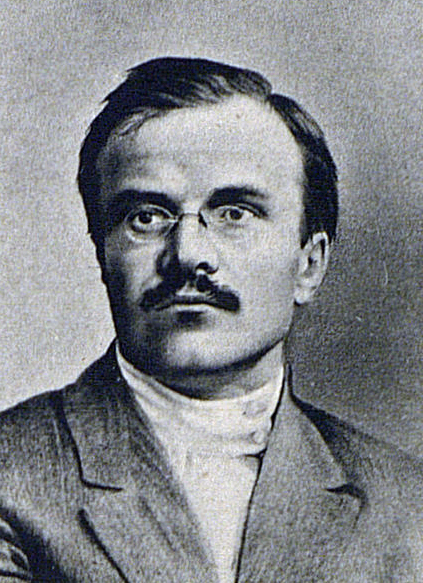
活動家時代のモロトフ

1914年末にはアレクサンドル・シリャプニコフらと指導的活動組織「1915年ボリシェヴィキ集団」を結成する。1915年にイルクーツクから脱走し、地下活動に入る。1916年秋頃にはシリャプニコフらとペトログラードに潜伏し、ボリシェヴィキの国内組織である「党中央委員会ロシア・ビューロー」のメンバーとなった。1917年の二月革命では臨時政府の支持に反対したため、しばらく党中央のメンバーから外された。しかしウラジーミル・レーニンが反臨時政府の立場を明確にすると再び中央に復帰し、急進的な革命を主張するようになった。十月革命ではペトログラード・ソビエト軍事委員会委員を務め、次いで北ロシア、ヴォルガ、ドネツ各地方で宣伝活動を行った。1919年末にはニジニ・ノヴゴロド県ソビエト執行委員会議長に就任した。

### 中央委員会

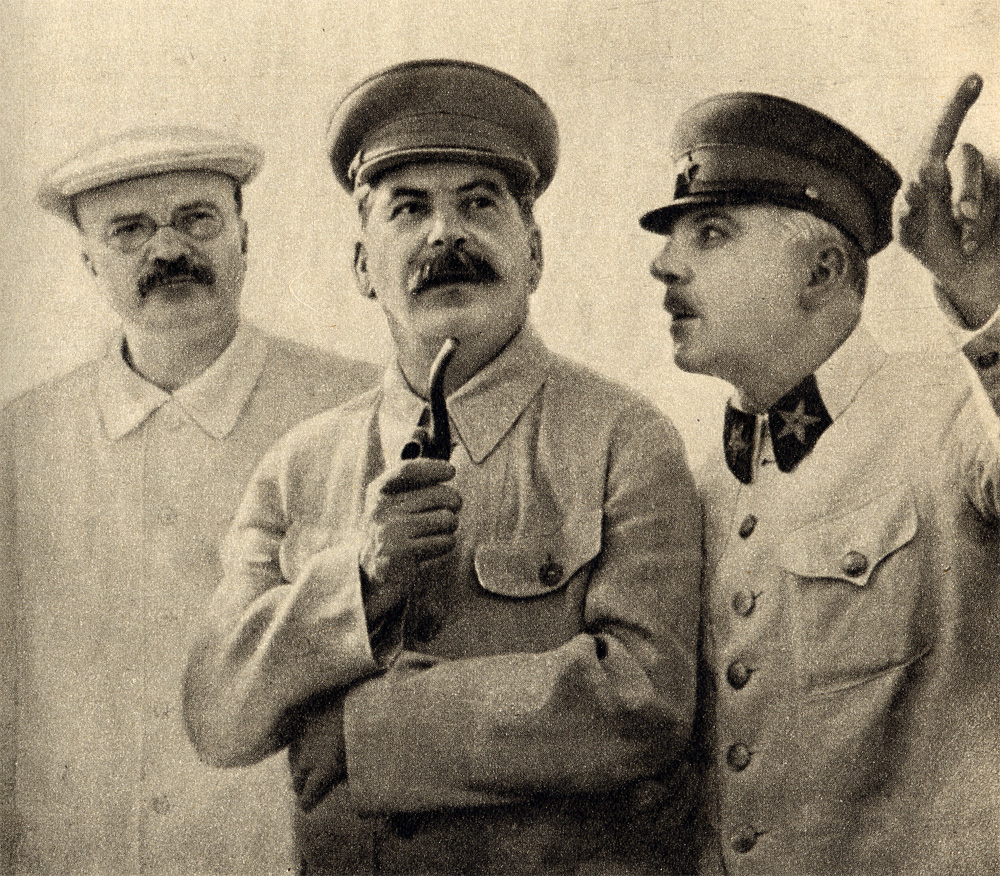
スターリン（中央）、クリメント・ヴォロシーロフ（右）とともに（1937年）
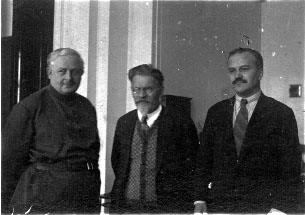
アヴェル・エヌキーゼ（英語版）（左）、ミハイル・カリーニン（中央）と

1921年には党中央委員会書記局筆頭書記になり、政治局員候補となる。この年、モロトフはウクライナの党書記であったポリーナ・ジェムチュジナと結婚した。翌1922年、レーニンは書記局の強化のためにソビエト連邦共産党書記長のポストを新設し、スターリンを書記長に任命した。以降の党内闘争ではモロトフはスターリン派として活動し、レフ・トロツキー、アレクセイ・ルイコフといった政敵の排除に大きな役割を果たした。1926年には正式に政治局員となる。以降もスターリン路線の忠実な支持者であり、コルホーズによる農業集団化や大粛清でも大きな役割を果たした。1930年には人民委員会議議長（首相）に就任し、以降11年間に渡ってその座を占め続けた。
また、グリゴリー・ジノヴィエフの失脚に伴い、1927年にはコミンテルン執行委員会幹部会メンバーに選出され、1929年のニコライ・ブハーリン失脚以後はコミンテルンの事実上の指導者となった。

### モロトフ外交

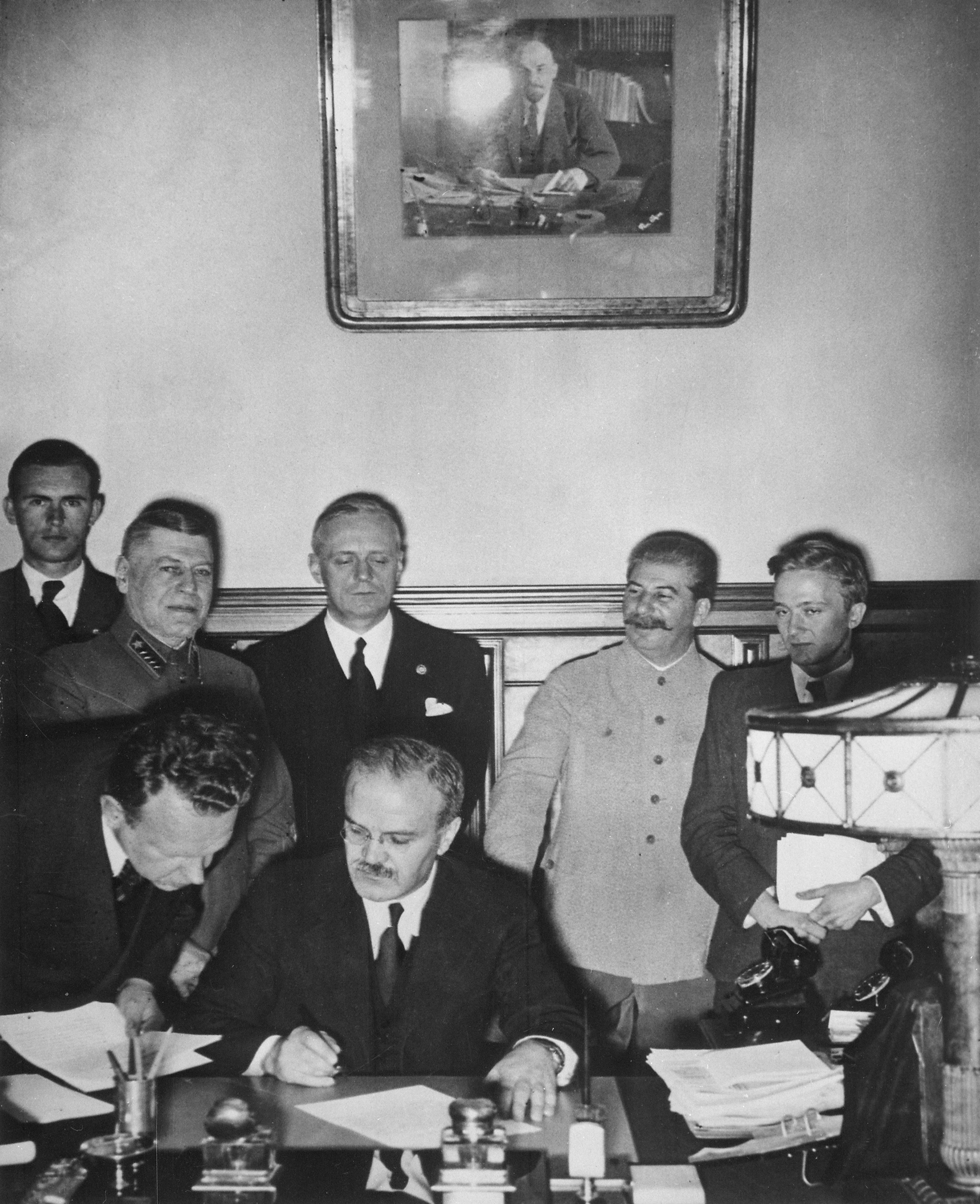
独ソ不可侵条約に調印するモロトフ （後列中央はヨアヒム・フォン・リッベントロップとスターリン）
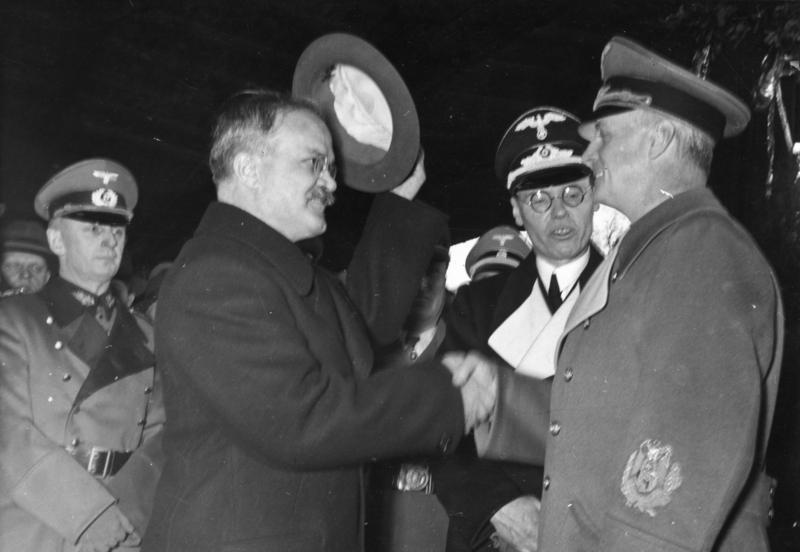
訪独してリッベントロップらドイツの首脳と会談するモロトフ（1940年11月）
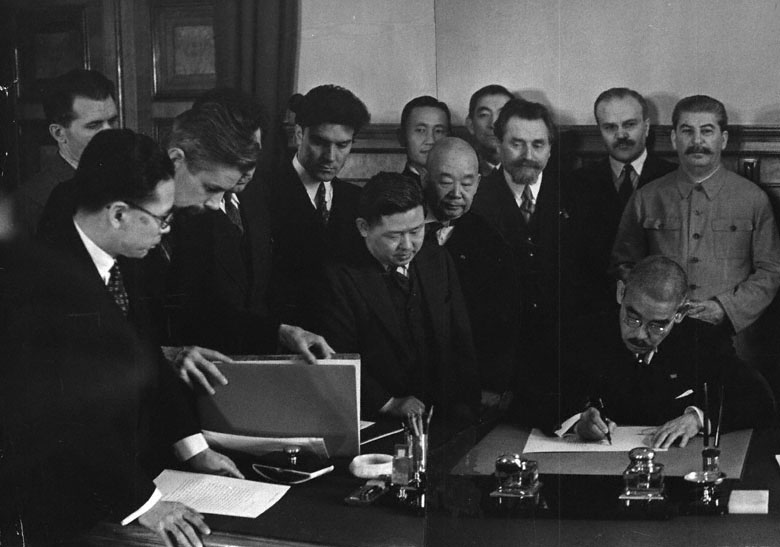
日ソ中立条約の調印に立ち会うモロトフ （調印しているのは松岡洋右、そのすぐ後ろがスターリン。スターリンの左後にモロトフ）
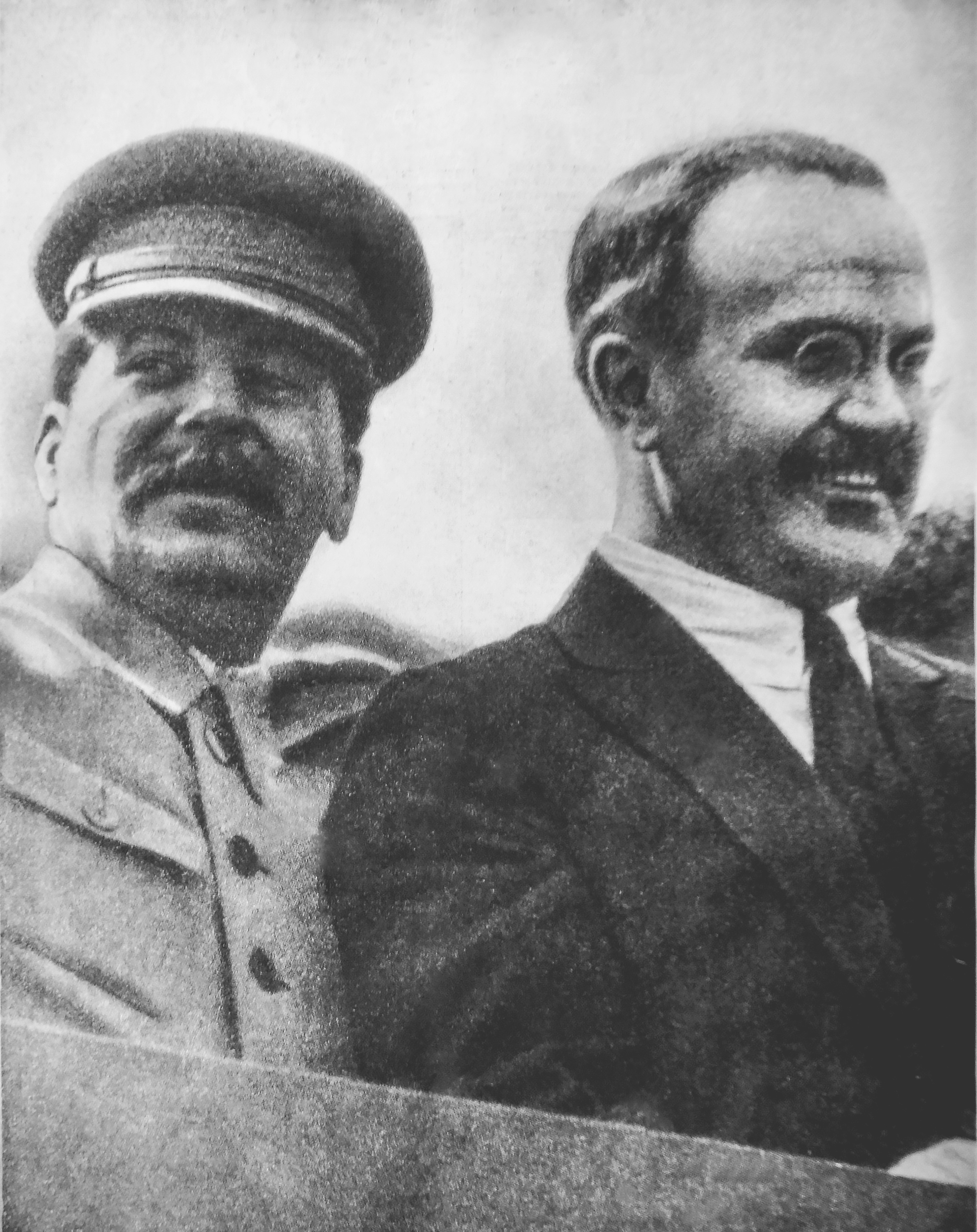
スターリンとモロトフ

1939年5月にナチス・ドイツとの融和のためにアドルフ・ヒトラーの歓心を買おうと企図したスターリンによって、ユダヤ人であった外務人民委員（外相）のマクシム・リトヴィノフが解任された。モロトフは外務人民委員を兼務し、以降10年に渡ってソビエト連邦における外交の長として活動することになる。一方でユダヤ人であった妻のポリーナも交通人民委員を解任されている。8月には独ソ不可侵条約（モロトフ＝リッベントロップ協定）を締結し世界中を驚愕させ、これに基づいた9月のポーランド侵攻は第二次世界大戦の口火を切った。この協定にはポーランドの分割とバルト三国のソ連による併合を取り決めた秘密議定書が付属しており、モロトフはこれにもサインしている。また、ポーランド侵攻後に起きたポーランド軍将校の虐殺（カティンの森事件）には政治局の一員として賛成している。
1939年11月30日、カレリアの領有権をめぐってフィンランドとの冬戦争が勃発した。スターリンとモロトフは開戦に積極的であり、オットー・クーシネンを首班とするフィンランド民主共和国の樹立を目論んでいた。12月11日に国際連盟がフィンランドからの撤兵を求める最後通告を送ると、翌日にモロトフは拒否。12月14日、国際連盟総会でソ連の除名が決定された。
ソ連空軍は侵攻初日からヘルシンキを含むフィンランド各地の市街地を空爆した。フィンランド政府がこれに抗議すると、モロトフは「ソ連機は（民間人を攻撃しているのではなく）空からパンを投下しているのだ」と発言した。以後、フィンランド人はこれを皮肉って、焼夷弾のことを「モロトフのパン籠」と呼ぶようになった。さらにフィンランド軍は、対戦車兵器として用いた火炎瓶に「モロトフ・カクテル」とあだ名をつけ、「パン」への「返礼」とした。冬戦争ではモスクワ講和条約によってフィンランドに領土割譲要求を呑ませることに成功し勝利したが、小国フィンランド相手に多大な損害を出し苦戦したソ連の威信は大いに傷つき、国際連盟からも追放された。
1940年11月にベルリンを訪問したモロトフは、ヒトラーおよびリッベントロップ外相らと会談し、融和方針を確認した。11月13日にイギリス空軍による爆撃があったため防空壕に避難して会談を続けたが、リッベントロップが「イギリスの敗北は必至」と言ったところ、モロトフは「いま上空を飛んで爆弾を落としているのはどこの飛行機か」と応酬した。リッベントロップはやや面食らったがすぐに冷静さを取り戻し、日独伊三国同盟にソ連を加えて四国同盟にする計画を説明し始めたという。この提案にスターリンも含めて同意したが、ドイツの最終的な返答はバルバロッサ作戦であった。
1941年5月にスターリンに首相職を譲り、自らは外相専任となりソ連外交を指揮した。日本の松岡洋右外相と日ソ中立条約に調印する。6月22日にドイツ軍が侵攻し独ソ戦が勃発した。アナスタス・ミコヤンの回想によると、6月30日にラヴレンチー・ベリヤの提案でKGBが組織されることが決定した。ミコヤンが議長としてスターリンの名を挙げると、モロトフは「スターリンはここ2日ほど脱力状態にある」と説明したという。また、ベリヤの回想ではスターリンの不在時に国家防衛委員会の設立を提案したのはモロトフであるとしている。この時期、スターリンは独ソ戦勃発に動揺したため指導力が弱まり、ニコライ・ヴォズネセンスキーはモロトフに権力掌握を薦めたという。ミコヤンによるとスターリンの別荘を訪れたモロトフは「逮捕される表情」を示したという。
7月になるとスターリンは現場に復帰し、ソビエト連邦軍最高総司令官および国家防衛委員会議長となった。モロトフは国家防衛委員会副議長としてスターリンを補佐した。海外ではスターリンの忠実な部下として知られており、「モール」（ボスの情婦）のあだ名で呼ばれた。
1942年6月に行なわれたモロトフのワシントンD.C.訪問には、ペトリャコフ Pe-8が用いられた。モロトフを乗せたPe-8は、モスクワからスコットランド、アイスランド、カナダを経て、約17,700 kmを飛行し、無事ワシントンに到着している。
戦時中から戦後にかけてアメリカ・イギリスを相手にしたたかな外交交渉を展開し、スターリンと共にソ連の国益を十二分に実現し、冷戦期の共産圏の基礎を作った。

### 戦後

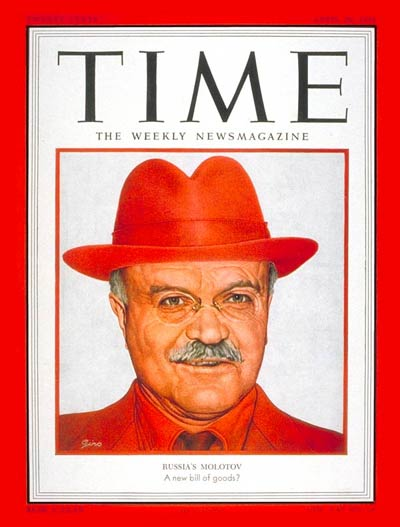
1953年4月20日付の『タイム』誌の表紙を飾ったモロトフ。

第二次世界大戦終結後の1945年10月にスターリンは最初の発作を起こし、休養を余儀無くされた。そのためこの時期はモロトフが代理で政務を扱った。外国の新聞では後継者を巡る報道が行われ、モロトフに対するスターリンの警戒心は高まった。12月初めに復帰したスターリンはモロトフ批判を政治局で行った。政治局に対外委員会が設立され、外務人民委員部の役割とモロトフの権限は縮小された。外務人民委員代理にはアンドレイ・ヴィシンスキーが就任し、モロトフと対立する場面もあった。
1946年12月にはソビエト連邦科学アカデミーから「マルクス・レーニン学」の名誉会員に推挙された。しかしスターリンから「私はアカデミー会員だが、お前は名誉会員だ。賛成か」と電報が届いたため、辞退せざるを得なかった。スターリンは独裁を強め、ベリヤやアンドレイ・ジダーノフといった側近を重用した。モロトフやミコヤンといった古参幹部は遠ざけられ、粛清の危険が迫っていた。
1949年1月にポリーナは逮捕され、党を除名された上でカザフに流刑となった。当時スターリンはイスラエルの建国やソビエト・ユダヤ人共和国設立をめぐってユダヤ人への警戒心を強めており、ポリーナの粛清はイスラエルの駐ソ大使ゴルダ・マイエルソンとヘブライ語で会話したことが直接の引き金になったという。モロトフは妻の処分決定時には棄権したが、後にそのことについて自己批判せざるを得なかった。3月には外務人民委員を解任され、第一副首相となった。しかし第一副首相は閑職であり、幹部会のメンバーからも外された。
モロトフ自身もヒステリーの症状で口が開かず、薬を飲むのにも苦労したほどであった。後に「あと1年スターリンが生きていたら無事ではすまなかっただろう」と語っている。
1953年3月5日にスターリンが死去した。指導部とも繋がりのあった作家のコンスタンチン・シーモノフの観察によると、モロトフは「スターリンの死を心から悼んだ唯一の政治局員」だったという。

### スターリンの死後
スターリンの死は新たな政治状況を作り出した。その日のうちにモロトフは外相に復帰した。またポリーナは収容所から解放され、その後も多くの囚人が釈放された。しかし改革に舵を切ったベリヤと対立し、ニキータ・フルシチョフの提案するベリヤの逮捕と処刑に積極的に賛成した。ドミトリー・シェピーロフの回想ではフルシチョフがベリヤの解任をほのめかした際には「除去するだけでいいのか」と答えたという。
しかしその後の集団指導体制の中で、スターリン主義に固執するモロトフら保守派は孤立を深めていった。1956年2月にフルシチョフがスターリン批判を行い、非スターリン化を進めるとモロトフらは反発した。またスターリンの故郷グルジアで暴動が発生し、「モロトフを首相に」というスローガンが唱えられた。またモロトフはユーゴスラビアとの関係正常化に反対してフルシチョフと対立し、9月に外相を解任された。10月にはハンガリーで政変が起こり、ハンガリー動乱が発生した。モロトフは軍事介入に賛成し、融和を唱えるミコヤンと対立した。
1957年6月、幹部会においてゲオルギー・マレンコフ、ラーザリ・カガノーヴィチらとともにフルシチョフ解任の動議を提出した。しかし書記局と軍の支持を得ていたフルシチョフは中央委員会で逆襲を行った。モロトフら反フルシチョフ派は「反党グループ」であるとして政治局員から解任され、モロトフ自身は駐モンゴル大使に左遷された（反党グループ事件）。この動議は反党グループと呼ばれた人々も賛成票を投じざるを得なかったが、モロトフは棄権した。しかし反対派の多くが自己批判や謝罪を行う中、モロトフだけは意見を変えなかった。
その後、中ソ対立でモンゴルの重要性が高まると、モロトフは1960年に国際原子力機関ソ連代表に左遷された。しかしフルシチョフに体制批判の書簡を送ったことで、1961年10月の党大会で「モロトフとその同類の頑迷派」は激しく批判された。モロトフは共産党から除名され、年金生活に入った。

### 晩年

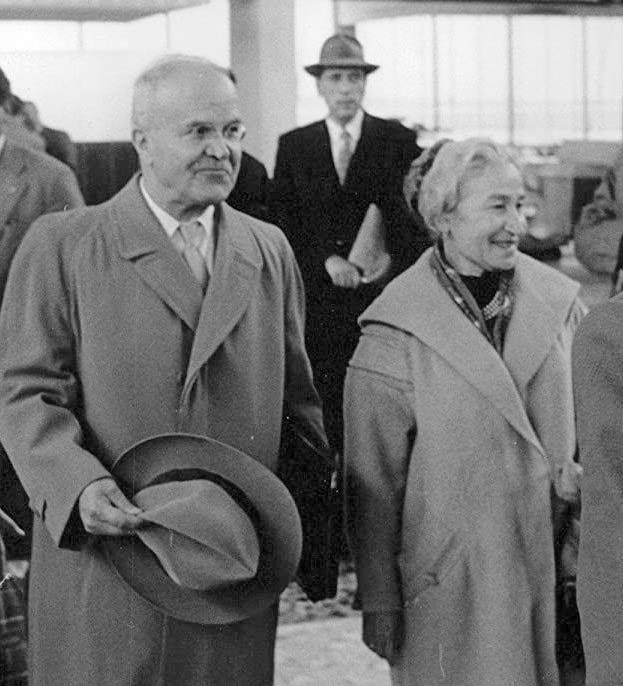
モロトフ夫妻（1960年）

モロトフは晩年をモスクワ郊外のジューコフカの別荘で送った。年金は月額120ルーブルという労働者並みの水準であったという。モロトフは『新しい課題を前に』という著書の執筆を行っていたが、出版される見込みはなかった。1970年には妻のポリーナが死去した。フルシチョフの失脚後、政権を握ったレオニード・ブレジネフの元でも復権は果たされず、20年以上の隠遁生活が続いた。
1984年5月、政治局でモロトフの復権が決定され、共産党に復党した。元首相としての多額の年金がさかのぼって支給されたが、孤児院に寄付した。彼は1985年に書記長となったミハイル・ゴルバチョフに期待しており、新聞に「この国の新しい変化にわくわくしている」という記事を寄稿した。
1986年11月8日に十月革命69周年の翌日にモスクワで死去した。96歳であった。遺体はノヴォデヴィチ墓地に埋葬された。

## 人物
- ジョン・フォスター・ダレスは「今世紀の偉大な国際政治家が活躍するのを見てきたが、モロトフほど完成された外交的技量を持った人物を見たことがない」と評している。
- モロトフ自身は資本主義と共産主義との間に平和はありえないと考えており、「ミスター・ニェット」と呼ばれたアンドレイ・グロムイコを高く評価し、アフガニスタンへの介入などの対外政策を支持していた。
- 1944年のフィンランドとの停戦交渉では、世界各国の大使を前に「この地上で赤軍を止められる軍隊などどこにもおらんのだ！ ば、ば、ばかにされてなるものか」と、どもりながら激怒した。モロトフは護衛に抱えられて退出した。翌日、通訳からフィンランド代表や各国大使の反応を聞いて「上出来だ！ 申し分ない！」と叫んだ[10]。先日の怒りは演技だったのである。やがて停戦協定が結ばれた。
- 対照的に、フルシチョフはその回想記の中でモロトフを「こんな無能力で、こんな視野の狭く、最も簡単なことを理解できない男が一体何年わが国の外相をしていたのか！」と酷評している。フルシチョフはさらにモロトフの頑固さを強く批判しており、たとえば日本との平和条約を締結できなかったのも、モロトフの頑迷さも一因であったと述べている。その一方で、モロトフの頑固さは時としてスターリンにすらニェット（ノー）と平然と言ってのけるようなものであり、モロトフがフルシチョフのためにスターリンに抗議してくれたことも一度や二度ではなかったという。
- フルシチョフが評したとおり、頑固で愛想がない性格の人物であり、部下にも妥協を許さなかった。基本的にはよそよそしいほど礼儀正しく接したが、一度怒らせると相手が気絶するまで叱った[11]。気絶すると冷水をかけ、護衛を呼んで事務室まで運ばせた。しかし、それ以上の懲罰が下ることはなかったという[11]。通訳が金庫を開けっぱなしにしているのを見た時は、「腐った知識人がまた何もかもさらけだしているな。君達ロシアの知識人ときたら」と笑った[12]。補佐官を務めたアレクサンドル・トロヤノフスキー（ドイツ語版）は「モロトフほどうち解けにくい人間はいなかった」としている。
- ロシア革命、スターリン体制の最後の生き証人であったが、スターリンについてはほとんど胸中を明かさずに世を去った。晩年でもモロトフと妻ポリーナは一貫してスターリン主義者であり、多くの犠牲者を出した1930年代の農業集団化や大粛清などを擁護している。しかし、レーニンについては晩年のインタビューで「スターリンよりも厳格だった」、「スターリンを『軟弱だ』と叱責したこともあった」など、貴重な証言を残している[13]。

## 日本との関係
駐ソ大使も務めた東郷茂徳を「馬が合った」「私とやり合って祖国のために戦った」と評価しており、極東国際軍事裁判では東郷の減刑に動いたという説がある。また、近衛文麿によるソ連を仲介者とした連合国との和平交渉「近衛工作」では駐ソ大使佐藤尚武と交渉を行い、1945年8月8日には宣戦布告文を手渡している（ソ連対日参戦）。